# 1977年刑事訴訟程序法令
《1977年刑事訴訟程序法令》（英語：Criminal Procedure Act, 1977；1977年第51號法令）是南非國會的一項法令，管限南非法律體制中的刑事訴訟程序。該法令詳列了整個刑法制度的程序，包括搜查及檢取、逮捕、控罪、保釋、答辯、證人所作的證供、證據法、裁決及刑罰（量刑）以及上訴。
該法令在納米比亞亦有效，因為納米比亞政府繼承自西南非託管地的南非託管政權。該法令的執行權於1979年移交予西南非政府（即今納米比亞政府），此後該法令在南非及納米比亞經過不同修訂而在兩國產生不同版本。2004年納米比亞通過新制定的《納米比亞刑事訴訟程序法令》，但尚未生效。

## 外部連結
- 《1977年刑事訴訟程序法令》南非修訂版本 （页面存档备份，存于）
- 《1977年刑事訴訟程序法令》納米比亞修訂版本